# Patrick Joseph Walsh
Patrick Joseph Walsh (ur. 9 kwietnia 1931 w Cobh, zm. 28 grudnia 2023 w Belfaście) – irlandzki duchowny rzymskokatolicki, w latach 1991-2008 biskup Down-Connor.

## Życiorys
Święcenia kapłańskie przyjął 25 lutego 1956. Po święceniach i studiach w Belfaście rozpoczął pracę w St. MacNissi’s College w Garron Tower, a w 1964 został duszpasterzem akademickim przy Queen’s University Belfast. W 1970 mianowany przełożonym St. Malachy’s College w Belfaście.
6 kwietnia 1983 został mianowany biskupem pomocniczym Down-Connor ze stolicą tytularną Ros Cré. Sakrę biskupią otrzymał 15 maja 1983. 18 marca 1991 objął urząd ordynariusza. 22 lutego 2008 przeszedł na emeryturę.